# Lucia Ottobrini
Lucia Ottobrini   (Roma, 2 d'octubre de 1924 - Roma, 26 de setembre de 2015) va ser una partisana italiana, condecorada amb la Medalla de plata al valor militar i ex-funcionària del Ministeri d'Hisenda i del Tresor.

## Biografia
Nascuda a Roma, els seus pares, Francesco i Domenica, naturals de la regió de Molise, van emigrar a Mulhouse quan ella tenia cinc mesos i van viure fins al 1939 a l'Alsàcia, on va aprendre perfectament el francès i l'alemany.  Amb l'ocupació de França per les forces de la Wehrmacht. Els Ottobrini van tornar a Itàlia i ella va haver de posar-se a treballar, ja que eren una família nombrosa amb nou germans. Va trobar feina al Ministeri d'Hisenda i del Tresor, un treball públic, al qual el seu pare, que s'havia negat a militar al partit feixista, no podia aspirar.
A principis de 1943, Lucia va conèixer Mario Fiorentini, un jove intel·lectual i comunista jueu, que la va introduir en els cercles artístics i antifeixistes dels pintors de via Margutta i a la companyia teatral que havia fundat amb Plinio De Martiis amb qui Fiorentini feia representacions populars als Teatres Mazzini i Delle Arti, amb Vittorio Gassman, Lea Padovani, Nora Ricci, Vittorio Caprioli, Carlo Mazzarella, Alberto Bonucci i Ave Ninchi i altres,  sota la direcció de Luigi Squarzina, Adolfo Celi i Mario Landi.
Després de l'Armistíci del 8 de setembre de 1943, entre les forces italianes i els aliats, Lucia Ottobrini, es va unir a la Resistència romana. Al principi va entrar en contacte amb Laura Lombardo Radice, que li va encomanar la tasca de recollir roba, medicaments i aliments per als presos polítics. Poc després, amb dinou anys, va ingressar al GAP central Antonio Gramsci, fundat i comandat per Fiorentini, amb l'encàrrec d'amagar armes a casa seva; posteriorment, gràcies als seus coneixements d'alemany, es va infiltrar en els mitjans nazi-feixistes, utilitzant els noms de batalla de «Maria Fiori» i «Leda Lamberti». Ben aviat va participar activament en la lluita armada.
El 31 octubre 1943 va portar a terme una missió de cobertura en una acció a Corso Vittorio Emanuele II, realitzada per Mario Fiorentini, Rosario Bentivegna i Franco di Lernia. Els membres del GAP van matar tres milicians de l'RSI que sortien del Palazzo Braschi, després d'haver-los seguit des de la Piazza Venezia.
El 18 novembre, també amb Fiorentini, va cobrir alguns partisans del grup Pisacane que van entrar al teatre Adriano, després d'haver-se assabentat que l'endemà el general Reiner Stahel, comandant de la ciutat de Roma, estaria present entre oficials alemanys d'alt rang amb les autoritats republicanes feixistes (inclòs el mariscal Rodolfo Graziani ). Els partisans van col·locar sota de l'escenari un extintor amb 6 kg. de TNT que s'hauria hagut d'activar amb un dispositiu de rellotgeria, que finalment no va funcionar.
El vespre del 17 desembre 1943, Ottobrini, juntament amb Mario Fiorentini, Carla Capponi i Rosario Bentivegna, va dur a terme un'altra acció contra un oficial alemany, les seves armes es van encallar, però va ser executat per Bentivegna i Capponi.
L'endemà, van rebre l'encàrrec de col·locar una bomba a la sortida del cinema Barberini, freqüentat per soldats alemanys. L'acció es va saldar amb vuit soldats morts i un nombre indeterminat de ferits. Ottobrini va ser aturada per les SS juntament amb Carla Capponi però, gràcies al seu excel·lent coneixement d'alemany,  van ser alliberades immediatament i van trobar refugi entre els desplaçats del túnel Umberto I.
El 26 desembre, Fiorentini, desplaçant-se en bicicleta, des del Lungotevere, per sobre de la via della Lungara, va llançar un artefacte explosiu contra l'entrada de la presó de Regina Coeli mentre 28 soldats alemanys feien el canvi de guàrdia. Lucia Ottobrini, Carla Capponi, Franco di Lernia i Rosario Bentivegna van cobrir l'acció que va causar la mort de set o vuit soldats alemanys i un nombre indeterminat de ferits. Fiorentini va aconseguir sortir indemne dels trets disparats pels alemanys des de les finestres de l'edifici.
El 10 març 1944,  Ottobrini, Fiorentini, Bentivegna i Franco Ferri van sortir sobtadament de darrere dels quioscos del mercat de la Piazza Monte d'Oro i van llançar diverses bombes contra una formació de feixistes que desfilava per la Via Tomacelli. Els partisans van desaparèixer després d'haver causat tres morts i nombrosos ferits en una acció que, per la seva precisió, ja prefigurava el posterior Atac de Via Rasella.
Lucia Ottobrini no va participar en l'acció de Via Rasella (23 març1944 ) perquè estava malalta. No obstant això, va ajudar a omplir el carret d'escombraries amb els explosius que es van utilitzar en l'atac contra el Regiment de Policia «Bozen», que va causar 33 morts, alguns des quals italians, inclòs el nen Piero Zuccheretti, i 110 ferits. La represalia ordenada pel Cap de la Gestapo, encarregat de la seguretat ciutadana de Roma, Herbert Adolf Kappler, ajudat pel seu segón Herbert Priebkeva ser l'afusellament massiu de 335 italians reclosos a les presons romanes, jueus, antifeixistes i altres, triats aleatòriament, en el fet conegut com la Massacre de les fosses Ardeatines.
Durant les setmanes següents, Ottobrini i Fiorentini van marxar de Roma per encapçalar les operacions del GAP a Tivoli i a Castel Madama. Ella va assegurar les connexions (a peu!) entre Roma i Tívoli. Després del bombardeig de Tívoli, va ser enviada, amb el rang de capitana, a dirigir una unitat partisana encarregada de preservar una central hidroelèctrica dels atacs alemanys, fent saltar pels aires un camió de militars nazis.

### Postguerra
Immediatament després de l'alliberament de Roma, Lucia Ottobrini es va casar amb Mario Fiorentini i va tornar a la seva feina com a empleada d'Hisenda. El 1953 va ser guardonada amb la medalla de plata al valor militar. El ministre de Defensa Paolo Emilio Taviani, sorprès de trobar-se davant d'una dona, va preguntar: «Vostè és la vídua de l'home condecorat?», a la qual cosa Ottobrini va respondre: «No, jo sóc el condecorat!».
El 2014, Lucia Ottobrini va ser entrevistada sobre la seva experiència bèl·lica al GAP de Roma i a la zona de Tivoli, durant la creació d'un breu retrat documental, realitzat per Claudio Costa, titulat Lucia Ottobrini, d'Alsàcia a la lluita partisana, publicat com a fitxer adjunt al DVD L'home dels quatre noms ", una pel·lícula sobre la vida del seu marit Mario Fiorentini. En l'entrevista, que va durar vint minuts, Ottobrini va parlar de la seva infància a Alsàcia, del seu retorn a Itàlia amb la seva família, la seva entrada al GAP a través de Mario Fiorentini i de la seva amistat amb Carla Capponi. També va relatar la seva activitat en la resistència a Tívoli, concloent amb les seves reflexions sobre la Massacre de les fosses Ardeatines i les figures de Benito Mussolini i Claretta Petacci .
Lucia Ottobrini va morir el 2015i el seu marit Mario Fiorentini, que en temps de pau va ser matemàtic, va morir el 9 agost 2022

## Honors
- Medalla de plata al valor militar.[19]